# کریستوفر ملونی
کریستوفر ملونی (انگلیسی: Christopher Meloni؛ زادهٔ ۲ آوریل ۱۹۶۱)  یک هنرپیشه اهل ایالات متحده آمریکا است.

## زندگی شخصی

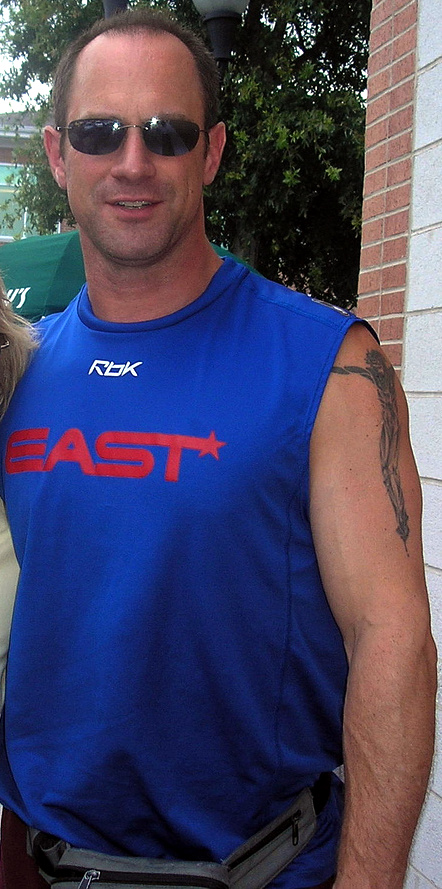
کریستوفر ملونی بازیگر آمریکایی، در ویلمینگتون کارولینای شمالی در حین فیلمبرداری فیلم «شب‌ها در رودانته»

ملونی در شهر واشینگتن دی سی، از یک مادر خانه دار به نام سیسیلی و پدری به نام دکتر چارلز رابرت ملونی که متخصص غدد بود به دنیا آمد. وی جوانترین فرزند خانواده بود (او یک برادر و یک خواهر دارد) اصل و نسب مادری او فرانسوی-کانادایی است و اصل و نسب پدری وی ایتالیایی است. ملونی به مدرسه سنت استفان در الکساندریا، ویرجینیا، رفت و در خط حمله تیم فوتبال آن مدرسه بازی می‌کرد. در سال ۱۹۸۳ از دانشگاه کلرادو در بولدر و در رشته تاریخ فارغ التحصیل شد. پس از فارغ التحصیلی ملونی به نیویورک رفت و در آنجا تحصیلات خود را با سانفورد در محله تئاتر ادامه داد.

## حرفه بازیگری
از فیلم‌ها یا برنامه‌های تلویزیونی که وی در آن نقش داشته‌است می‌توان به ۱۲ میمون، قانون و نظم: واحد قربانیان ویژه، مرد پولادین، شهر گناه: بانویی که بخاطرش می‌کشم اشاره کرد.

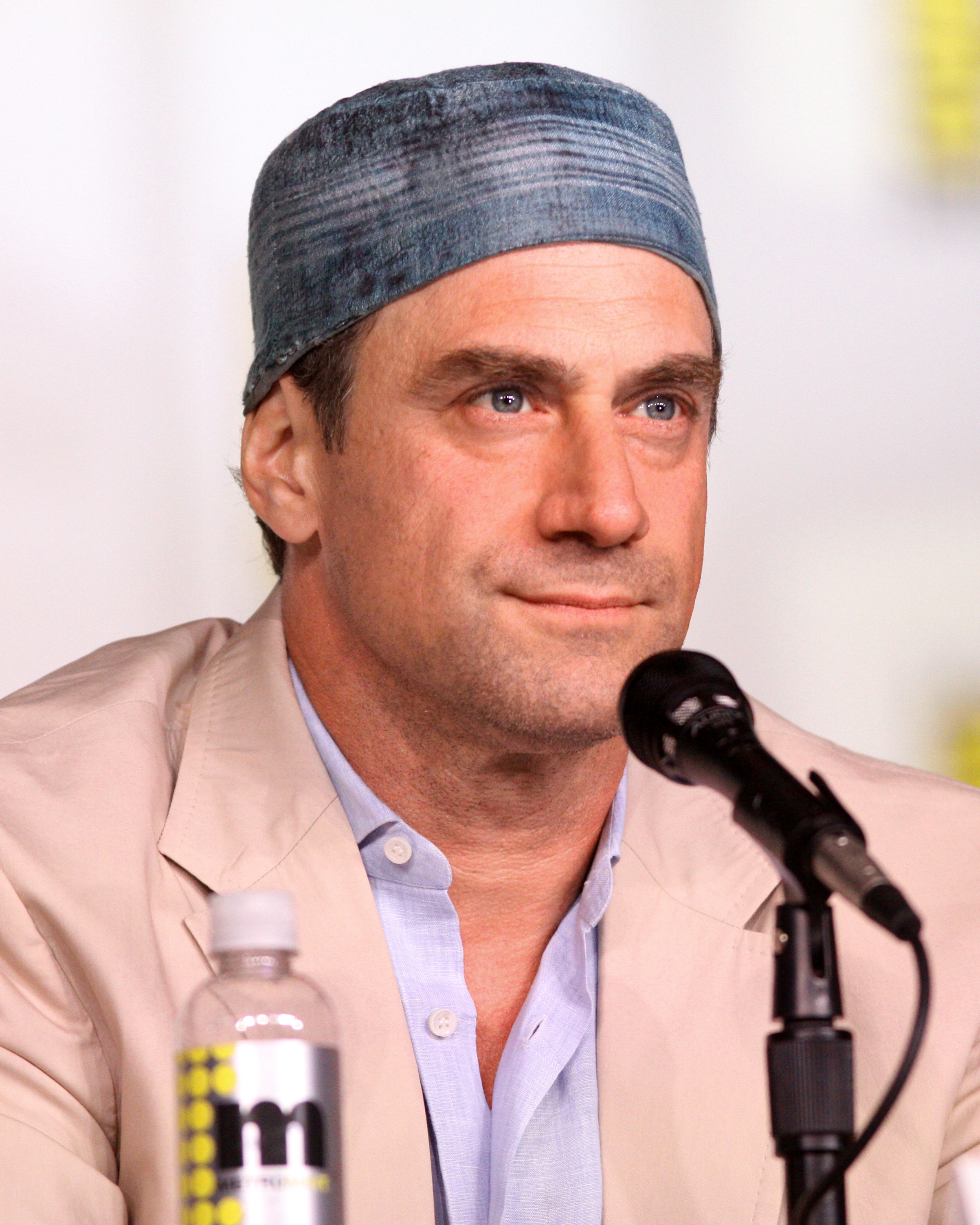
کریستوفر ملونی

### قانون و نظم: واحد قربانیان ویژه
وی از سال ۱۹۹۸ تا سال ۲۰۰۳ در سریال (به انگلیسی: OZ) نقش کریس کلر را ایفا نمود. وی از سال ۱۹۹۹ در سریال قانون و نظم: واحد قربانیان ویژه ساخته دیک وولف در نقش اصلی کارآگاه الیوت استبلر بازی نمود وی پس از ۱۲ سال بازی در این سریال جنایی شبکه ان‌بی‌سی این سریال را ترک کرد. این تصمیم یک هفته پس از این که مدیر جدید شبکه ان‌بی‌سی گفت که قرارداد ملونی، که نقش مقابل ماریسکا هارگیتای را در این سریال پر بیننده را ایفا می‌کرد، به پایان رسیده، اعلام شد.
در ماه مه ۲۰۱۱، ملونی اعلام کرد که برای فصل ۱۳ام سریال قانون و نظم: واحد قربانیان ویژه (مخفف انگلیسی: SVU) که در پاییز ۲۰۱۱ پخش خواهد شد، پس از شکست مذاکرات بر سر یک قرارداد جدید، بازنخواهد گشت.

### کارهای دیگر
او در سال ۲۰۰۱ با بازی در نقش ژن در فیلم تابستان مرطوب آمریکا به ریشه‌های کمدی بازیگری خود بازگشت.

## فیلم گرافی

### فیلم
| سال  | عنوان                                  | نقش                           | توضیح                               |
| ---- | -------------------------------------- | ----------------------------- | ----------------------------------- |
| ۱۹۹۴ | تخته سنگ تمیز                          | Bodyguard                     |                                     |
| ۱۹۹۴ | جونیور (فیلم ۱۹۹۴)                     | Mr. Lanzarotta                |                                     |
| ۱۹۹۵ | ۱۲ میمون                               | Lt. Halperin                  |                                     |
| ۱۹۹۶ | محدودیت (فیلم)                         | Johnnie Marzzone              |                                     |
| ۱۹۹۷ | حرف پول                                | SPY                           |                                     |
| ۱۹۹۸ | Brown's Requiem                        | Sgt. Cavanah                  | Uncredited role                     |
| ۱۹۹۸ | ترس و نفرت در لاس وگاس                 | Sven, Clerk at Flamingo Hotel |                                     |
| ۱۹۹۸ | The Souler Opposite                    | Barry Singer                  |                                     |
| ۱۹۹۹ | Carlo's Wake                           | Bennetto Torello              |                                     |
| ۱۹۹۹ | عروس فراری                             | Bob Kelly                     |                                     |
| ۲۰۰۱ | تابستان داغ و مرطوب آمریکایی           | Gene                          |                                     |
| ۲۰۰۲ | That Brief Moment                      | Ken                           | فیلم کوتاه                          |
| ۲۰۰۴ | Harold & Kumar Go to White Castle      | Freakshow                     |                                     |
| ۲۰۰۸ | هارولد و کومار فرار از خلیج گوانتانامو | Grand Wizard                  | Credited as "Reverend Clyde Stanky" |
| ۲۰۰۸ | شب‌ها در رودانته                        | Jack Willis                   |                                     |
| ۲۰۰۹ | Brief Interviews with Hideous Men      | R / Subject #3                |                                     |
| ۲۰۰۹ | حامل                                   | Frank                         |                                     |
| ۲۰۱۰ | Green Lantern: First Flight            | فانوس سبز (هال جوردن)         | Voice                               |
| ۲۰۱۱ | National Lampoon's Dirty Movie         | Producer Charlie LaRue        |                                     |
| ۲۰۱۳ | مرد پولادین                            | Colonel Nathan Hardy          |                                     |
| ۲۰۱۳ | ۲۴                                     | لیو دروچر                     |                                     |
| ۲۰۱۴ | Awful Nice                             | Jon Charbineau                |                                     |
| ۲۰۱۴ | پرنده سفید در یک کولاک                 | بروک کانرز                    |                                     |
| ۲۰۱۴ | Small Time                             | Al Klein                      |                                     |
| ۲۰۱۴ | آن‌ها باهم آمدند                        | Roland                        |                                     |
| ۲۰۱۴ | شهر گناه: بانویی که به خاطرش می‌کشم     | Mort                          |                                     |
| ۲۰۱۵ | The Diary of a Teenage Girl            | Pascal MacCorkill             |                                     |
| ۲۰۱۵ | من خشمگین هستم                         |                               |                                     |

### تلویزیون
| سال       | عنوان                                         | نقش                        | توضیح                                       |
| --------- | --------------------------------------------- | -------------------------- | ------------------------------------------- |
| ۱۹۸۹-۱۹۹۰ | 1st & Ten                                     | Vito Del Greco/Johnny Gunn | قسمت ۱۱                                     |
| ۱۹۹۰      | When Will I Be Loved                          | Ron Weston                 | فیلم تلویزیونی                              |
| ۱۹۹۰-۱۹۹۱ | The Fanelli Boys                              | Frankie Fanelli            | 17 episodes                                 |
| ۱۹۹۱      | In a Child's Name                             | Jerry Cimarelli            | تله‌فیلم                                     |
| ۱۹۹۱-۱۹۹۴ | Dinosaurs                                     | Spike                      | ۱۱ قسمت                                     |
| ۱۹۹۲      | Something to Live for: The Alison Gertz Story | David                      | تله‌فیلم                                     |
| ۱۹۹۳      | Without a Kiss Goodbye                        | Ray Samuels                | TV film aka Falsely Accused                 |
| ۱۹۹۳      | The Boys                                      | Doug Kirkfield             |                                             |
| ۱۹۹۳      | Golden Gate                                   | Douglas 'BW' Carlino       | فروخته نشده قسمت آزمایشی                    |
| ۱۹۹۵      | A Dangerous Affair                            | Tommy Moretti              | تله‌فیلم                                     |
| ۱۹۹۵      | Hope and Gloria                               | Billy                      | Episode: "Love with an Improper Stranger"   |
| ۱۹۹۵      | Misery Loves Company                          | Mitch                      | ۸ قسمت                                      |
| ۱۹۹۶-۱۹۹۷ | NYPD Blue                                     | Jimmy Liery                | ۵ قسمت                                      |
| ۱۹۹۷      | The Last Don                                  | Boz Skannet                | Miniseries                                  |
| ۱۹۹۷      | Leaving L.A                                   | Reed Sims                  | ۶ قسمت                                      |
| ۱۹۹۷      | Every 9 Seconds                               | Richard Sutherland         | تله‌فیلم                                     |
| ۱۹۹۷      | Brooklyn South                                | Joe                        | ۳ قسمت                                      |
| ۱۹۹۸      | Target Earth                                  | Det. Samuel 'Sam' Adams    | تله‌فیلم                                     |
| ۱۹۹۸      | Homicide: Life on the Street                  | Bounty Hunter Dennis Knoll | ۲ قسمت                                      |
| ۱۹۹۸-۲۰۰۳ | Oz                                            | Chris Keller               | ۳۸ قسمت                                     |
| ۱۹۹۹      | Shift                                         | Louis                      | تله‌فیلم                                     |
| ۱۹۹۹-۲۰۱۱ | قانون و نظم: واحد قربانیان ویژه               | کارآگاه الیوت استبلر       | ۲۷۲ قسمت                                    |
| ۲۰۰۰      | قانون و نظم (مجموعه تلویزیونی)                | Det. Elliot Stabler        | ۲ قسمت; "Entitled" و "Fools for Love"       |
| ۲۰۰۲      | Murder in Greenwich                           | Mark Fuhrman               | تله‌فیلم                                     |
| ۲۰۰۳      | Scrubs                                        | Dr. Dave Norris            | Episode: "My White Whale"                   |
| ۲۰۰۵      | Wonder Showzen                                | Cooties Spokesman          | قسمت: "Health"                              |
| ۲۰۰۵      | Law & Order: Trial by Jury                    | Det. Elliot Stabler        | قسمت: "Day"                                 |
| ۲۰۰۸      | Gym Teacher: The Movie                        | Dave Stewie                | تله‌فیلم                                     |
| ۲۰۰۹      | Michael & Michael Have Issues                 |                            | قسمت: "Greg the Intern"                     |
| ۲۰۱۱      | نمایش روزانه                                  | Tony Bologna               | Cameo                                       |
| ۲۰۱۱      | Ice Loves Coco                                | Himself                    | Cameo                                       |
| ۲۰۱۲      | خون حقیقی                                     | Roman Zimojic              | قسمت ۵                                      |
| ۲۰۱۳      | Comedy Bang! Bang                             | Dr. Phillip Banhauser      | قسمت: "عزیز انصاری Wears a Charcoal Blazer" |
| ۲۰۱۴      | Veep                                          | Ray Whelans                | قسمت ۲                                      |
| ۲۰۱۴      | Surviving Jack                                | Jack Dunlevy               | قسمت ۸(هشتمین قسمت در آمریکا پخش نشد)       |
| ۲۰۱۵      | The Jack and Triumph Show                     | Agent Ryker                | قسمت: "Siri"                                |

## جوایز و نامزدی جوایز
جایزه امی
- ۲۰۰۶: نامزد، "بازیگر نقش اول مرد برجسته در یک سریال درام" - قانون و نظم: واحد قربانیان ویژه

جایزه پریزم
- ۲۰۰۴: نامزد، "بهترین اجرا در یک سریال تلویزیونی درام" - قانون و نظم: واحد قربانیان ویژه
- ۲۰۰۸: نامزد، "بهترین اجرا در یک سریال تلویزیونی درام" - قانون و نظم: واحد قربانیان ویژه